# クリエイティブネクサス
株式会社クリエイティブネクサス（英: Creative NEXUS Co., ltd.）は、テレビ番組の制作プロダクションである。

## 概略
1988年、「NHKと民放の間の番組」つまりは面白さと深みをあわせもつ番組の制作をめざし設立された。創業者は、NHKにてNHK特集やNHKスペシャルなどのドキュメンタリー番組を多数手がけた「藤井潔」。
現在は、NHKや日本テレビを中心に、ドキュメンタリー、情報番組をてがける。また近年はドラマもてがけている。

## 役員
- 代表取締役社長：井上啓子
- 代表取締役：上村将之
- 取締役：中川幸美

## 主な制作・制作協力番組

### 放送中のテレビ番組
レギュラー番組
NHK
- 所さん!大変ですよ(NHK　総合)
- 英雄たちの選択(NHKBSプレミアム)
- COOL JAPAN〜発掘!かっこいいニッポン〜(NHKBS1)
- グレーテルのかまど(NHK　Eテレ)
- 世界ふれあい街歩き(NHKBSプレミアム)
- 超人たちのパラリンピック(NHKBS1)
- 実践!にっぽん百名山(NHKBS1)
- スポーツイノベーション(NHKBS1)
- にっぽん百名山(NHKBSプレミアム)
- ニッポンぶらり鉄道旅(NHKBSプレミアム)
- ふらっとあの街 旅ラン 10キロ(NHKBSプレミアム)

単発番組
- プロフェッショナル　仕事の流儀(NHK総合)
- ねほりんぱほりん(NHK　Eテレ)

スペシャル番組
- 全日本なわとびかっとび王選手権2017(NHK総合)
- 北アルプス ドローン大縦走(NHK総合)
- 人名探究バラエティー 日本人のおなまえっ!(NHK総合)
- 使えるテレビ ザ・ディレクソン(NHKBS1)
- シリーズ リアルサウンドが伝える世界「殺人者34万人の帰郷～ルワンダ虐殺22年目～(NHKBS1)
- サンバリュ　外国人観光客に思い切って注意してみました。ニッポンのマナー(日本テレビ)
- アニー・オーディションに密着SP 2017(日本テレビ)
- 絢爛豪華!錦秋の百名山 紅葉ハンターがいく(BS朝日)
- 心の絆!三世代家族スペシャル2017 ～じぃじとばぁばとパパとママ～(BS日テレ)

記録映像制作
- 第62回神宮式年遷宮

### 過去のテレビ番組
ドキュメンタリー
- 勝利は風にきけ 2016熱気球世界選手権(NHKBS1)
- 世界で一番美しい瞬間(NHKBSプレミアム)
- 未来への手紙〜あれから５年たちました〜(NHK総合)
- ザ・プレミアム グレートトラバース(NHKBSプレミアム)
- 為末大が読み解く!勝利へのセオリー(NHKBS1)
- 人は走るために生まれた ～メキシコ山岳民族・驚異の持久力～NHK BSプレミアム)
- 心の絆!旅立ちスペシャル　エール!輝く君の明日のために(BS日テレ)
- 心の絆！三世代家族スペシャル～じぃじとばぁばとパパとママ～(BS日テレ)
- ジパング・ハンター～天空と地下の迷宮鉱山(NHKBSプレミアム)
- 課外授業 ようこそ先輩(NHK Eテレ)
- ヒーローたちの名勝負(NHK総合)
- スーパーテレビ情報最前線（日本テレビ）
- ヒーロー達が泣いた日（日本テレビ）
- ＴＨＥ　Q～ももいろクローバーZ(日本テレビ)
- ミュージカルアニーメイキング(日本テレビ)
- スッキリ!! 特別版　まわりを元気にするアニー 少女たちのオーディション密着SP(日本テレビ)
- スッキリ!! 特別版 アニーをピンナップ!父と娘のオーディション密着SP(日本テレビ)
- スッキリ!! 特別版 テリーが見た!アニーオーディション密着&新キャスト直撃SP(日本テレビ)
- スッキリ!!ミュージカルアニー特集(日本テレビ)
- ミュージカル　完全密着!スッキリ×アニー2012(日本テレビ)
- グラン・ジュテ(NHK　Eテレ)
- 仕事ハッケン伝　冨永愛×左官(NHK 総合)
- 100Letters未来への手紙～それから3年たちました(NHK 総合)
- いじめをノックアウト(NHK Eテレ)
- リアル×ワールド 芸大生の告白(日本テレビ)
- ピーターラビットからの贈り物(NHK BSプレミアム)
- 旅のチカラ(NHK BSプレミアム)
- 美しい山々フィラー(NHK BSプレミアム)

情報・バラエティ
- Rの法則[1]（出演者が女子高生に対して強制わいせつを働き番組打ち切り[2]　NHK Eテレ）
- スッキリ!!～とことんスッキリ調査隊～	(日本テレビ)
- 人生は18歳で決まる!?(NHK総合)
- ZIP!(日本テレビ)
- サンバリュ　クイズ正解は私です(日本テレビ)
- ネクストブレイク ハグTALK(日本テレビ)
- 所さんの目がテン!(日本テレビ)
- news　every.(日本テレビ)
- 祝ウルトラマン50 乱入LIVE!怪獣大感謝祭(NHK BSプレミアム)
- シニアのためのあこがれ海外生活(BS日テレ)
- 歴史秘話ヒストリア新発見!龍馬の手紙(NHK BSプレミアム)
- 所ジョージの天使のアングル(NHK総合)
- 真麻の部屋へようこそ!(NOTTV)
- 突撃!アッとホーム(NHK総合)
- まるごと知りたい!AtoZ(NHK BSプレミアム)
- 週刊ニュース深読み(NHK総合)
- 月刊やさい通信(NHK総合)
- 東京カワイイ★TV(NHK総合)
- ゆうどきネットワーク(NHK総合)
- テレビでハングル講座(NHK　Eテレ)
- 欽ちゃんの全国びっくり王!  (NHK BSプレミアム)
- 写ねーる(NHK BSプレミアム)
- 7days TVスペシャル かぞくムービーAWARD(日本テレビ)
- NHKスペシャル シリーズ日本新生ニッポンの若者はどこへ?(NHK総合)
- 開国 不屈の宰相・阿部正弘(NHK BSプレミアム)
- 趣味Do楽はじめての四国遍路旅(NHK Eテレ)
- めでスポ(NHK BS1)
- 特集 ニッポンぶらり鉄道旅「全国さくら紀行」(NHK BSプレミアム)
- 特集 ニッポンぶらり鉄道旅　東京"人気モノ"対決(NHK BSプレミアム)
- 武蔵野ぶらり鉄道旅(NHK BSプレミアム)
- 発見!対決!春の武蔵野　鉄道旅(NHK BSプレミアム)
- 夜さんぽ「恵比寿編」(NHK BSプレミアム)
- シリーズ　ぐるっと瀬戸内の旅(NHK BSプレミアム)
- 探訪ハッケン!東京湾ナイトクルーズ～誰も知らない絶景の秘密～(NHK BSプレミアム)
- 驚き!ニッポンの底力大海をゆけ 巨大船誕生物語(NHK BSプレミアム)
- 「山の日」制定記念 ～あたらしい 山の楽しみ方講座～(BS朝日)
- 千人の力 Power of a Thousand～ニッポン活性化プロジェクト～(NHK BSプレミアム)
- 私のアフリカ音楽(NHKワールド)
- 大科学実験スペシャル ～まだまだ、やってみなくちゃわからない～(NHK総合)
- 徳光和夫のトクセンお宝映像!(BS日テレ)
- 姫のわがままライフサイエンス(BS日テレ)
- 気まぐれ旅んちゅ(NOTTV)
- 知りたがり!(フジテレビ)
- 覇王伝説 ～最強の戦国武将は誰だ?!～(NHK BSプレミアム)
- キユーピー3分クッキング 放送50周年愛情手料理から選ぶ春満喫のベストレシピSP(日本テレビ)
- ギャクテン教室(NHK 総合)
- わが家はネットごはん(NHK 総合)
- 美スポ！～女性はスポーツでもっと美しく輝きたい！～(NHK BS1)
- ニッポン戦後サブカルチャー史(NHK Eテレ)
- 首都圏スペシャル　発酵漫遊記スペシャル　お宝発酵食を発掘せよ！(NHK 総合)
- 吉永小百合大全集(チャンネル銀河)
- サタデーバリューフィーバー所さんと未来の学者がお悩み解決！ノービル科学賞（日本テレビ）
- いのちドラマチック(NHK BSプレミアム)
- 青春リアル(NHK Eテレ)
- ショータイム(NHK BSプレミアム)
- アフロディーテの羅針盤(NHK BSプレミアム)
- 探検バクモン(NHK 総合)

映画
- くも漫。

ドラマ
- 5分ドラマおかんメール(NHK　Eテレ)
- 5分ドラマおとなりボイスチャット(NHK　Eテレ)
- 私が初めて創ったドラマウラ声ボーイズ(NHK BShi)
- 僕にはまだ友だちがいない(NHK　Eテレ)
- ちいさいぜ!ちょこやまくん(NHK　Eテレ)
- ドキュメンタリードラマ似顔絵捜査官001号(NHK BSプレミアム)
- コンビニ物語(NHKワンセグ)
- 山手線の女(NHKワンセグ)
- こいわらい（NHK総合）

DVD
- くも漫。
- なぜ強い！松尾と鉄のラガーメン～Ｖ７新日鐵釜石ラグビー勝利の記録～
- 笑福亭鶴瓶がうまれた理由～もうひとつのディアドクター

VHS
- 学びの達人
  - ウミガメものがたり　生き物の不思議
  - 食生活の不思議　ゆうすけ君のダイエット日記?!
  - 速く走るための科学 陸上競技-短距離編　入門　!スポーツ科学
  - 手話ってすごい　!　ダンス、音楽、手話を使ったコミュニケーション
  - 5色でOK?　風景画が好きになる!!　さかさまに描く?! 右脳と左脳で絵が違う

## 受賞歴

### 2017年
- 「リアルサウンドが伝える世界　殺人者34万人の帰郷　ルワンダ虐殺22年目の“声”」ギャラクシー賞 奨励賞、ATP賞 優秀賞
- 「実践!にっぽん百名山 ～春の山旅スペシャル～」第17回ヤング映像クリエーターを励ます賞 優秀賞

### 2016年
- 「人生は18歳で決まる！？」　ATP賞 情報バラエティ部門 奨励賞
- 「スッキリ!! 特別版 アニーをピンナップ!父と娘のオーディション密着SP」第17回ヤング映像クリエーターを励ます賞 優秀賞
- 「スッキリ!! とことんスッキリ調べ隊」第17回ヤング映像クリエーターを励ます賞  努力賞
- 「cool japan」NHK編成局長賞受賞

### 2014年
- Rの法則「人間失格」 NHK 第1制作センター長賞

### 2013年
- 「癒しのハワイAtoZ」　NHK編成局長特賞
- 「cool japan」　NHK編成局長特賞
- 「僕にはまだ友だちがいない」ATP賞　　新人賞
- 「五体不満足 教師になった乙武洋匡～子どもたちに伝えたかったこと～」Tokyo Docs　2013　優秀賞

### 2012年
- 「ドキュメンタリードラマ 似顔絵捜査官001号」 ATP賞　奨励賞

### 2010年
- 「課外授業ようこそ先輩 15年後の自分へ～映画監督・演出家 堤 幸彦～」　児童福祉文化賞 映像・メディア等部門
- 「リアル×ワールド『ボクの初めてのドキュメンタリー』」　　ATP賞 新人賞
- 「青春リアル『私に<はじめての恋人>を作ってください』」第12回 ヤング映像クリエーターを励ます賞 優秀賞

### 2009年
- 「アレ今どうなった?」ATP賞 情報バラエティ部門 優秀賞

### 2008年
- 「スーパー職人大集合」 ATP賞 情報部門 最優秀賞

### 2005年
- 「スーパーテレビ情報最前線 余命2年と言われて… 双子の天使」ATP賞 ドキュメンタリー部門 優秀賞

### 2000年
- 関西テレビスペシャル「幻の鯨イッカク ～北極・人間たちの大地へ～」　ギャラクシー賞 奨励賞、ATP賞 最優秀賞

### 1999年
- 神々の詩　「メコンに輝く音色」　ATP賞 優秀賞

### 1988年
- スーパーテレビ情報最前線「突然姑が痴ほう症になった」文化庁芸術祭参加
- 「巨鯨に挑む ～インドネシアの海人・ラマファー～」　ATP賞 優秀賞
- 「ユートピアを夢みた若者たち ～ロシアの天才画家 ステンベルグ兄弟～」 ATP賞 番組奨励賞
- 「みんなの地球が危ない!! 温暖化防止最前線」EARTH VISION'98 第7回地球環境映像祭 入賞

### 1997年
- BS年始特集　「鷹と生きる」　ギャラクシー賞 奨励賞
- スーパーテレビ・情報最前線　「突然妻が痴ほう症になった」　日本民間放送連盟賞 優秀賞、ギャラクシー賞 個人賞、ATP賞 郵政大臣賞
- 名古屋テレビ開局35周年記念番組「20世紀末黙示録 ～もの食う人々～」ギャラクシー賞 奨励賞、ATP賞 グランプリ

### 1996年
- 素晴らしき地球の旅　「台湾万葉集 ～命のかぎり詠みゆかむ～」ギャラクシー賞 選奨賞、ATP賞 郵政大臣賞 、ATP賞優秀賞

### 1995年
- ドキュメンタリー人間劇場 「最后の刻 第2章」　ギャラクシー賞 奨励賞
- ネイチャリングスペシャル 「魔境イリアンジャヤ ～地球最後の空白大地ニューギニア島3000キロ～」　ATP賞 優秀賞

### 1994年
- ネイチャリングスペシャル 「奇跡のアフリカ ～人類創世の大地を行く～」　ATP賞 ベスト20番組

### 1993年
- ドキュメンタリー人間劇場 「最后の刻」　ギャラクシー賞 奨励賞、ATP賞 ベスト20番組

### 1992年
- サントリースペシャル 「ワトソン博士の不思議で不思議な大地・アフリカの謎」　ATP賞 優秀賞
- 歴史推理ドキュメント 「チンギス・ハーンの陵墓を探せ!II」　ATP賞 ベスト21番組

### 1991年
- サントリー夢大賞スペシャル 「夢・風にのれ ～凧に乗って英仏海峡に挑む～」ATP賞 優秀賞
- 日本の絵巻シリーズビデオパッケージ
  - 「国宝・源氏物語絵巻」文部省特選、文部大臣賞、教育映画祭最優秀賞、日本PTA特別推薦、日本映画ペンクラブ推薦
  - 「国宝・信貴山縁起絵巻」文部省選定、教育映画祭最優秀作品賞
  - 「国宝・鳥獣人物戯画」 文部省選定、文部大臣賞、教育映画祭最優秀作品賞、日本PTA特別推薦、日本映画ペンクラブ推薦
- サントリー企業ビデオ 「夢みるひとよ めざめよ」第4回日本産業映画祭 グランプリ 外務大臣賞 経団連A賞第一位 受賞 第30回日本産業映画・ビデオコンクール 奨励賞

### 1990年
- 「早坂暁の２０世紀羅漢物語」ギャラクシー賞奨励賞
- サントリーアドベンチャースペシャル 「開高健の大いなる旅路・スコットランド紀行 ～悠々として急げ～」ギャラクシー賞 奨励賞

### 1989年
- サントリーアドベンチャースペシャル 「開高健の神秘の氷河湖に謎の巨大魚を追って」ATP賞 郵政大臣賞 　ATP賞優秀賞

### 1987年
- サントリーアドベンチャースペシャル 「開高健のモンゴル大紀行 ～未知の大地に幻の巨大魚を追って～」　ギャラクシー賞 奨励賞、ATP賞 優秀賞、年間テレビベスト作品賞、朝日新聞回顧テレビ番組ベスト5
- 「テレビ・私の履歴書」　朝日新聞回顧テレビ番組ベスト5